# Jarsha Vardhana

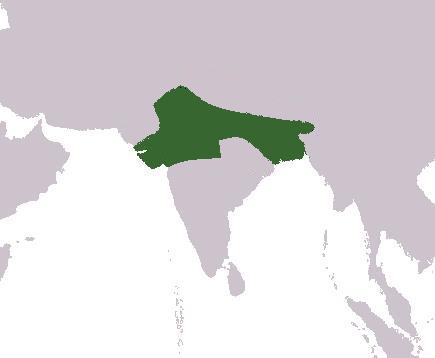
Extensión del imperio bajo el reinado de Jarsha.

Harşavardhana (Thānesvar, 590-Kanaush, 647) fue un rey indio de la dinastía Pushyabhuti, hijo de Prabhakara Vardhana y hermano menor de Rayia Vardhana. Desde que empezó a reinar (en el 606), conquistó todos los pequeños reinos del norte de la India y construyó un gran imperio, que desapareció con su muerte.

## Semblanza
Trasladó la capital del reino, desde Thānesvar a Kanauj. Era budista de la rama majaiana, pero se convirtió al hinduismo; sin embargo se mostró tolerante con otras religiones. Tomó bajo su hegemonía lo que hoy es Uttar Pradesh y partes de Panyab y Rayastán, pero contentándose solamente con los tributos y homenajes, jamás creó un imperio centralizado. Sus cronistas, incluyendo al peregrino chino Xuanzang, lo describieron como "benévolo y dinámico".
Harşa estableció instituciones para beneficiar a los pobres y enfermos, implantando las primeras relaciones diplomáticas entre la India y la China del emperador T'ai-tsung en el año 641. Fue un benefactor de eruditos y poeta, autor de tres dramas, entre ellos, el Nāgānanda.
El poeta y bardo Baná Bhatta escribió una biografía muy florida acerca del rey: el Harşacarita.

## Acciones militares
Derrotó a un rey de Malwa que había asesinado al rey de Kanaush de la anterior dinastía, casado con una hermana de Harşa. Sometió todo el norte de la India, desde el Panyab hasta Bengala. Hizo vasallo al rey de Assam.
En el año 620 fracasó en extender su imperio al sur de la India, siendo derrotado por el rey Pulakésin II de la Dinastía chalukia, con el que reconoció como frontera el río Narmadā.
En el 637 sufrió el primer ataque árabe en Thana.

## Muerte
A su muerte, el imperio se fragmentó en pequeños estados rashput, siendo incorporada Tīrabhukti al reino del Tíbet, convertido en potencia regional bajo Srong-btsan sgam-po (ca. 620-649).

## Mira también
- dinastía Pushyabhuti